# Институт молекулярной клеточной биологии и генетики Общества Макса Планка
Институт молекулярной клеточной биологии и генетики Общества Макса Планка (нем. Das Max-Planck-Institut für molekulare Zellbiologie und Genetik, MPI-CBG) — научно-исследовательский институт молекулярной биологии в Дрездене, принадлежащий Обществу Макса Планка.
Тематика исследований института включает: механизмы клеточной организации, клеточную коммуникацию, дифференцировку типов клеток и их связь со сложными тканями и организмами. С этой целью эксперименты проводятся на модельных организмах: дрожжи, нематоды, дрозофила, данио-рерио, гладкая шпорцевая лягушка и домовая мышь.
Институтом руководят пять научных директоров, трое из которых удостоены премии имени Лейбница.
В институте работают около 550 человек со значительным представительством международных сотрудников.
Институт основан в 1998 году. Строительство зданий института началось на объекте весной 1999 года и завершилось в конце 2000 года. Объект находится в эксплуатации с февраля 2001 года. Официальная инаугурация состоялась 27 марта 2002 года президентом Общества Макса Планка Хубертом Марклом, бывшим премьер-министром Саксонии Куртом Биденкопфом и федеральным канцлером Герхардом Шрёдером.

## Помещения института
На территории института на Пфотенхауэрштрассе находятся несколько зданий общей площадью 24 126 кв.м. м². Комплекс спроектирован финскими архитекторами Микко Хейккиненом и Маркку Комоненом и немецкой архитектурной фирмой HENN. Общие затраты составили 55 миллионов евро. В прошлом территория была трамвайным депо дрезденской компании общественного транспорта и непосредственно примыкало к жилому району со старинными городскими виллами.

### Главное здание
В главном здании расположены лаборатории, администрация, библиотека, столовая, кафетерий и другие помещения, вспомогательные для исследований. Его площадь составляет 20 541 кв. м². Внешний фасад покрыт металлической решетчатой конструкцией, предназначенной для обеспечения кондиционирования помещений. Внутренний дизайн здания выполнен в стиле минимализма. Стены не оштукатурены, не оклеены обоями и не покрашены, только отшлифованный бетон. Пол входной зоны сделан из песчаника, содержащего фоссилии. Вестибюль занимает четыре этажа. В нём доминирует большая винтовая лестница, созданная по образцу нити ДНК. Верхние этажи разделены на так называемые домашние базы, по две на каждом этаже. Офисы находятся в передней части здания и разделены коридором, а лаборатории — позади них. Это подразделение предназначено для поддержки совместной работы исследовательских групп между собой и внутри группы.

### Функциональное здание
Лабораторные животные содержатся в функциональном здании, которое примыкает непосредственно к главному корпусу со стороны университетской больницы. Малоэтажное здание площадью 2678 кв.м.м² представляет собой конструкцию из стали и бетона.

### Центр системной биологии Дрездена
Центр системной биологии Дрездена (нем. Das Zentrum für Systembiologie Dresden, CSBD) расположен перед гостевым домом с золотым фасадом. Центр является инициативой Общества Макса Планка совместно с Дрезденским техническим университетом и был основан в 2010 году Институтом молекулярной клеточной биологии и генетики Общества Макса Планка и Институтом физики Общества Макса Планка. 31 мая 2017 года здание и центр были официально открыты. Команда физиков, компьютерщиков, биоинформатиков, математиков и биологов центра исследует биологические системы на уровнях от молекул до клеток и тканей, и разрабатывает теоретические и вычислительные методы.

### Гостевой дом
Гостевой дом находится в задней части здания. Центр системной биологии Дрездена расположен между функциональным зданием и гостевым домом. Гостевой дом служит временным жильем для новых сотрудников до тех пор, пока они не переедут в собственное жилое помещение, его площадь составляет 943 кв.м.м².

## Доступные технические возможности
В институте имеются следующие возможности:
- Производство антител
- Электронная и световая микроскопия
- Печать плакатов и изображений (Фотолаборатория)
- Масс-спектрометрии
- секвенирование ДНК
- Трансгенетика
- Утилизация органических и химических отходов (автоклавы)

Есть также отделы передачи технологий, информационных технологий, связей с общественностью и библиотека.

## Руководство
Институтом руководят пять директоров, которые не закреплены за какими-либо отделами, а исследования проводятся в сети рабочих групп, чтобы иметь возможность реагировать на быстро меняющиеся направления исследований.
Директора:
- Энн Грапин Боттон[10]
- Стивен Грилл[11]
- Мериткселл Эй Ортега
- Энтони Хайман[12]
- Марино Зериал[13]
- Хитдер Харрингтон

Управляющий директор назначается каждые два года. C июля 2023 года им является Энн Грапин-Боттон. Главный операционный директор управляет процессами и объектами. Так же он отвечает за передачу технологий. Почетными директорами являются Кай Саймонс, Виланд Хаттнер, Элизабет Кнуст, Юджин Майерс.

## Международная исследовательская школа Макса Планка
Институт участвует в работе Международной исследовательской школы Макса Планка в области клеточной биологии, биологии развития и системной биологии. Другими партнерами школы являются Технический университет Дрездена, Институт физики сложных систем Общества Макса Планка и «Дрезденская международная высшая школа биомедицины и биоинженерии» (нем. Dresden International Graduate School for Biomedicine and Bioengineering), которые совместно организованы в научное объединение «ДРЕЗДЕН-концепт». Представитель школы – Иво Сбалзарини (Ivo F. Sbalzarini).

## Международный рейтинг
The Scientist назвал институт «Лучшим местом работы 2009 года» для докторантов. В октябре 2009 года институт снова был удостоен звания «Лучшее место для работы в академических кругах 2009 года» по версии журнала The Scientist. В 2009 году институт возглавил список десяти лучших исследовательских институтов за пределами США, ни один из которых не является немецким.